# راكدة تاندويوية
راكدة تاندويوية (الاسم العلمي: Acinetobacter tandoii) هي نوع من البكتيريا يتبع جنس الراكدة من الفصيلة الموراكسيلية.